# Distrikt Jbeil
Der Distrikt Jbeil (arabisch قضاء جبيل, DMG Qaḍāʾ Ǧubail), auch: Distrikt Byblos ist ein Verwaltungsbezirk im Gouvernement Keserwan-Jbeil der Republik Libanon und liegt nordöstlich der Hauptstadt Beirut. Die Bezirkshauptstadt ist Byblos (libanesisches Arabisch: Jbeil, Aussprache wie: „Dschbejl“). Die Flüsse al-Madfoun und Fluss Abraham begrenzen den Distrikt jeweils zum Norden und zum Süden, wobei das Mittelmeer die Westgrenze und das Libanongebirge die Ostgrenze bildet.

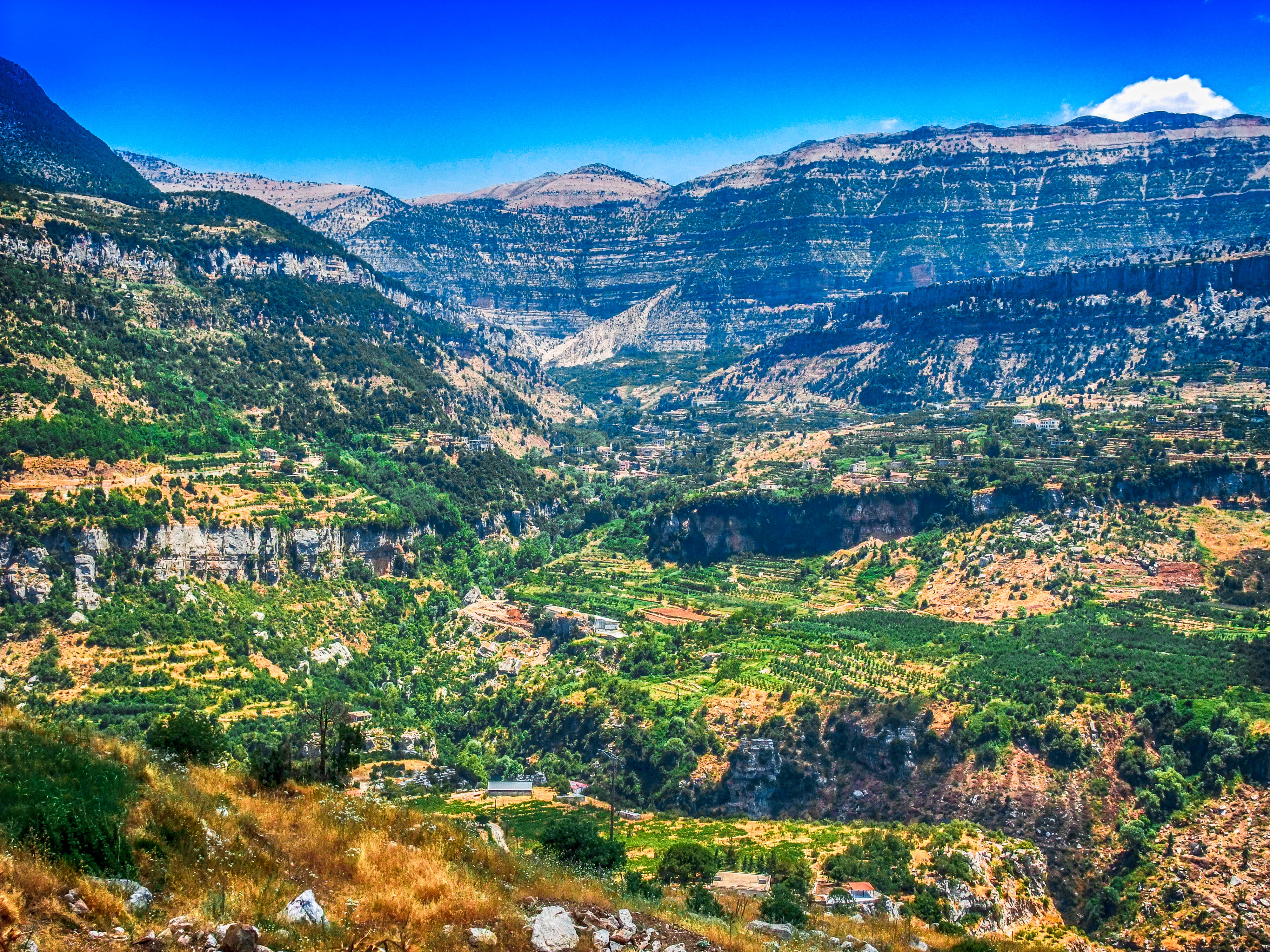
Sicht auf Afqa von Qartaba im Distrikt Byblos

## Bevölkerung
Byblos wird vorwiegend von Maronitischen Katholiken bewohnt, gefolgt von einer Schiitisch-muslimischen Minderheit. Alle großen Städte des Bezirks sind von Maroniten bewohnt; darunter: Byblos, Qartaba, Akoura und Amshit. Die meisten Schiiten des Bezirks leben in den Dörfern Almat, Ras Osta, Hjoula and Bichtlida und im Hochland von Lassa, Afqa und Mazraat es-Siyad. Eine Griechisch Orthodoxe Minderheit bildet einen Teil der Bevölkerung und ist über einige Dörfer, lokal bekannt als „Qournet el-Roum“ (Römisches Horn) verteilt. Dazu gehören:  Mounsef, Jeddayel, Helwe, Berbara, Gharzouz, Rihanneh und Chikhane.
Der Distrikt Byblos ernennt drei libanesische Parlamentsabgeordnete. Davon sind zwei Maronitische Christen, der dritte Schiitischer Muslim. 2009 waren von den 75,584 Wählern des Distrikts 80 % Maronitisch Katholisch, 5 % Schiitisch Muslimisch und 5 % Griechisch Orthodox.

## Gemeinden
- Aabaydat
- Almat el-Chmaliyeh
- Almat el-Jnoubiyeh
- Amsheet
- Annaya
- Aqoura
- Adonis
- Afqa
- Ain ed-Delbeh
- Ain el-Ghouaybeh
- Ain Jrain
- Ain Kfaa
- Bazyoun
- Bchilleh
- Beer el-Hit
- Behdidat
- Bejjeh
- Bekhaaz
- Berbara
- Beithabbak
- Bichtlida
- Bentaël
- Birket Hjoula
- Blat
- Boulhos
- Brayj
- Byblos
- Chatine
- Chikhane
- Chmout
- Edde
- Ehmej
- Fatreh
- Ferhet
- Fghal
- Fidar
- Ghabat
- Ghalboun
- Gharzouz
- Ghorfine
- Habil
- Halat
- Haqel
- Hay el-Arabeh
- Hbaline
- Hboub
- Hdayneh
- Hjoula
- Hosrayel
- Hsarat
- Hsoun
- Jaj
- Janneh
- Jeddayel
- Jenjol
- Jlisseh
- Jouret El Qattine
- Kafr
- Kfar Baal
- Kfar Hitta
- Kfar Kiddeh
- Kfar Masshoun
- Kfar Qouas
- Kfoun
- Laqlouq
- Lassa
- Lehfed
- Maad
- Majdel
- Marj
- Mastita
- Mayfouq
- Mazarib
- Mazraat es-Siyad
- Mechane
- Mghayreh
- Mish Mish
- Mounsef
- Nahr Ibrahim
- Qahmez
- Qartaba
- Qartaboun
- Qorqraiya
- Ram
- Ramout
- Ras Osta
- Rihaneh
- Seraaita
- Souaneh
- Tartej
- Tourzaiya
- Yanouh
- Zebdine